# Pyramide d'Al-Koula
La pyramide d'Al-Koula est une pyramide provinciale située à Al-Koula en Égypte. Elle se trouve à six kilomètres au nord de Hierakonpolis.

## Dimensions
- base : 18,20 mètres ;
- Hauteur actuelle : 8,25 mètres ;
- Inclinaison des gradins : 77° ;
- nombre de degrés : 3 ;